# عیسی خان صفوی

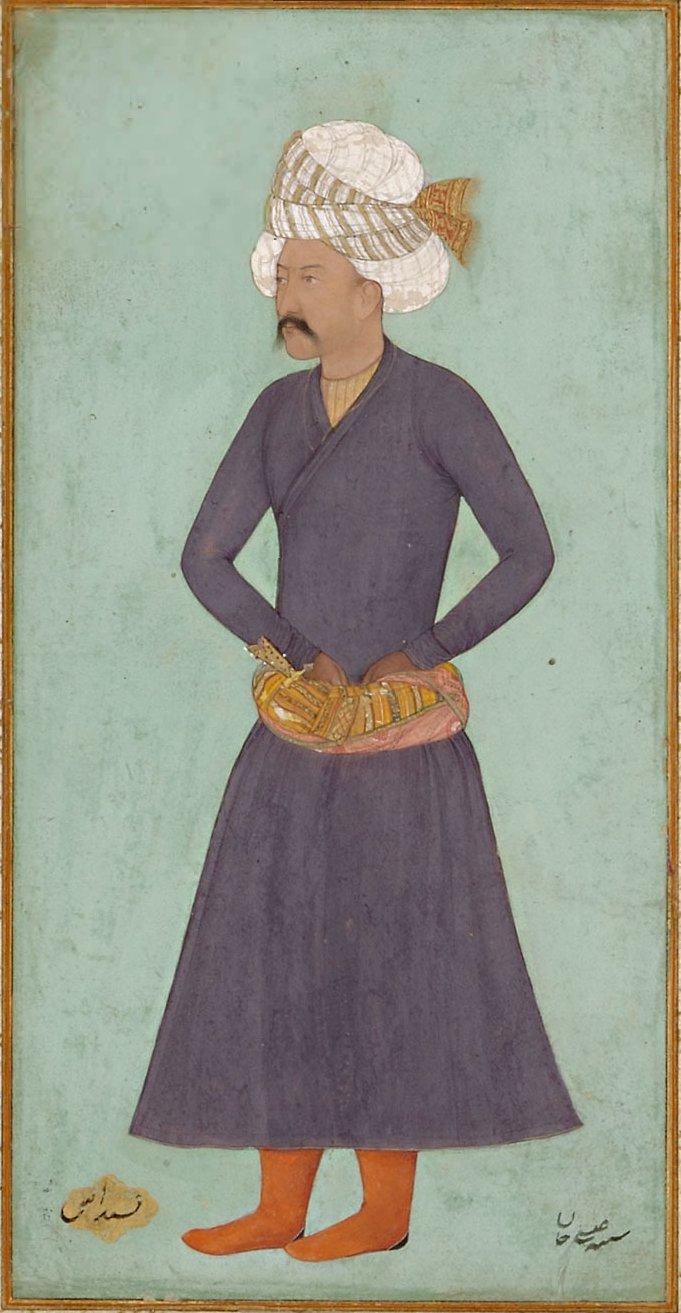
نقاشی عیسی خان صفوی توسط بشنداس در موزهٔ آقاخان

عیسی خان صفوی که همچنین با نام آوند عیسی خان شیخ شناخته می‌شود، شاهزادهٔ ایرانی در زمان شاه عباس بزرگ بود.
پدر وی سید علی خان مشهور به سید بیگ صفوی فرزند معصوم‌بیگ صفوی وزیر صفوی و از نسل سلطان جنید صفوی بود و در سال ۱۶۰۳ میلادی با زبیده بیگم دختر شاه عباس ازدواج کرد. در ۱۶۲۵ میلادی، وی به فرماندهی سپاه ایران (قورچی‌باشی) در گرجستان منصوب شد. در جنگی با شورشیان گرجی در چهارشنبه ۸ مرداد ۱۰۰۴ شمسی، سپاه وی در آستانهٔ شکست قرار گرفت تا اینکه نیروی کمکی از جانب آذربایجان رسید و عیسی خان با کمک آنان موفق به شکست شورشیان شد.
چهار سال بعد شاه عباس مرد و جانشینی او به نوه‌اش شاه صفی رسید. شاه صفی در سال ۱۶۳۱ میلادی عیسی خان و ۳ فرزندش را اعدام کرد. در طول پادشاهی شاه عباس دوم آرامگاهی برای وی ساخته شد.